# Хавесунд
Хавесунд (норв. Haugesund) је значајан град у Норвешкој. Град је у оквиру покрајине Западне Норвешке и седиште округа Рогаланд.
Према подацима о броју становника из 2011. године у Хавесунду живи око 32 хиљаде становника, док у ширем градском подручју живи око 42 хиљаде становника.

## Географија
Град Хавесунд се налази у западном делу Норвешке. Од главног града Осла град је удаљен 460 km западно од града.
Рељеф: Хавесунд се налази на југозападној обали Скандинавског полуострва. Град се развио на дну омањег залива, у невеликој долини уз море. Изнад града се стрмо издижу планине. Сходно томе, надморска висина града иде од 0 до 100 м надморске висине.
Клима: Клима у Хавесунду је умерено континентална са утицајем Атлантика и Голфске струје. Њу одликују благе зиме и хладнија лета.
Воде: Хавесунд се развио као морска лука на у дну омањег залива, дела Северног мора. Залив није отворен ка мору, већ се ту налази више малих полуострва и острва, од којих је најважније Кармеј. Већи део града је на копну, а мањи на оближњим острвима.

## Историја
Први трагови насељавања на месту данашњег Хавесунда јављају се у доба праисторије. Данашње насеље основано је у средњем веку, али није имало већи значај током следећих векова. Насеље је добило градска права тек 1855. године.
Током петогодишње окупације Норвешке (1940—45) од стране Трећег рајха Хавесунд и његово становништво нису значајније страдали.

## Становништво
Данас Хавесунд са предграђима има око 32 хиљаде у градским границама, односно око 42 хиљда у оквиру ширег градског подручја. Последњих година број становника у граду се повећава по годишњој стопи од близу 1%.

## Привреда
Привреда Хавесунда се традиционално заснива на риболову и бродоградњи. Последњих година значај трговине, пословања и услуга је све већи.

## Збирка слика
- Харалдгата, главна пешачка улица у граду
- Главна градска црква
- Градско приобаље
- Градска кућа Хавесунда